# Les Cabannes (Tarn)
Les Cabannes – miejscowość i gmina we Francji, w regionie Oksytania, w departamencie Tarn.
Według danych na rok 1990 gminę zamieszkiwały 292 osoby, a gęstość zaludnienia wynosiła 47 osób/km² (wśród 3020 gmin regionu Midi-Pireneje Les Cabannes plasuje się na 775. miejscu pod względem liczby ludności, natomiast pod względem powierzchni na miejscu 1391.).